# Alexander Semjonowitsch Schischkow
Alexander Semjonowitsch Schischkow (russisch Александр Семёнович Шишков, wiss. Transliteration Aleksandr Semënovič Šiškov; geb. 1754  in Moskau; gest. 1841 in Sankt Petersburg) war ein russischer Staatsmann, eine Persönlichkeit des öffentlichen Lebens, Staatssekretär und Minister für Volksbildung, Admiral, Literaturkritiker und Memoirenschreiber.

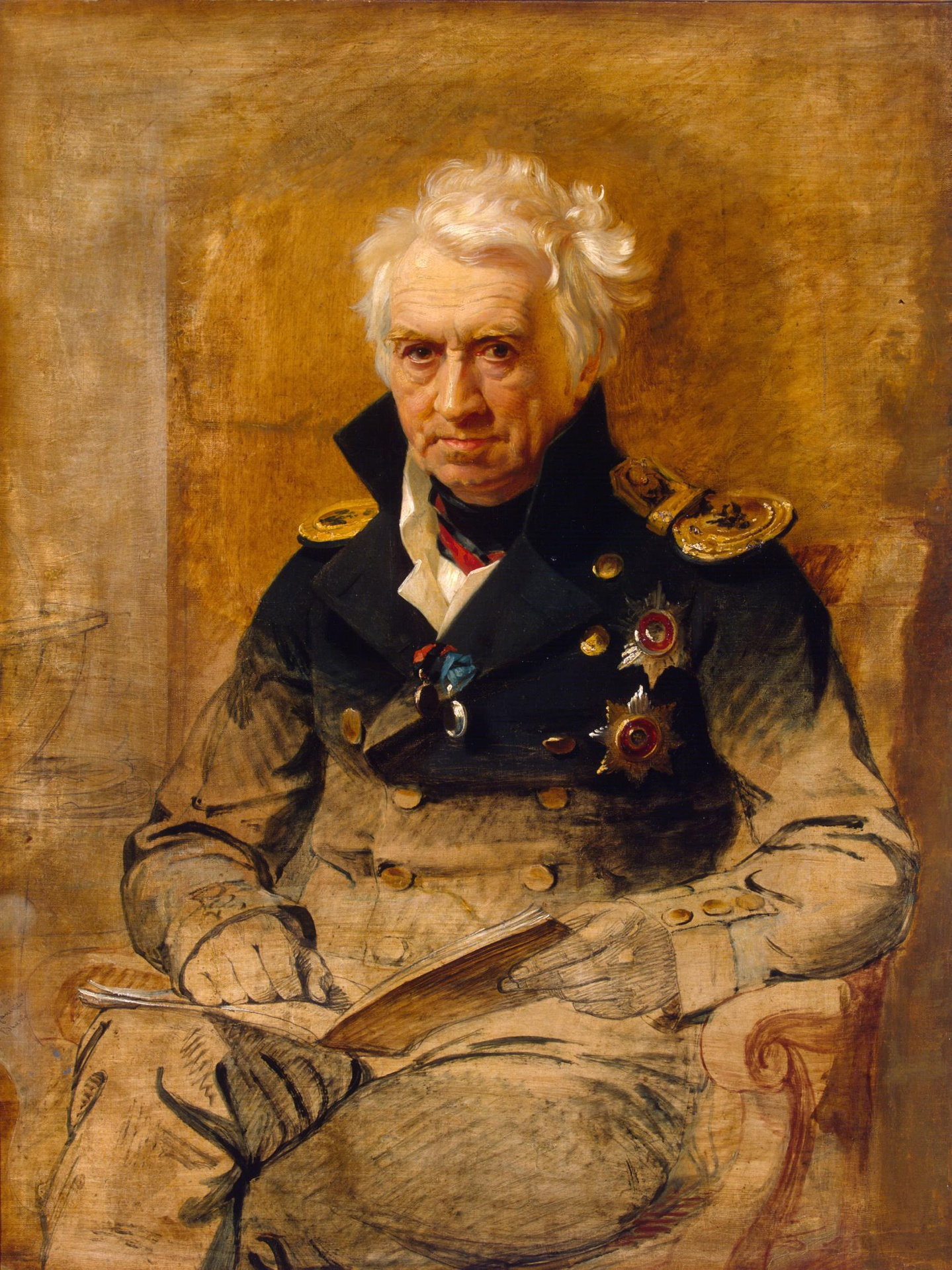
Porträt von A. S. Schischkow von George Dawe. Staatliches Eremitage-Museum (St. Petersburg)

## Leben
Alexander Schischkow wurde 1754  in Moskau geboren. Schischkow trat in den Marinedienst ein und unternahm 1776 eine abenteuerliche dreijährige Expedition von Kronstadt bis zum Schwarzen Meer. Im Jahr 1790, während des Russischen Krieges von Gustav III., befehligte er die Fregatte Nikolai im Geschwader von Wassili Tschitschagow. Danach wurde er Leiter der Seekanzlei, Vizeadmiral und Mitglied des Admiralitätskollegiums, wandte sich aber nach der Thronbesteigung Alexanders I. (1801) der Literatur zu. Bereits 1796 in die Russische Akademie gewählt, vertiefte er sich in das Studium der kirchenslawischen Sprache und stand den neuen Bewegungen in der Alphabetisierung, insbesondere Nikolai Karamsin, ablehnend gegenüber. Er war ein konservativer Politiker und kämpfte aktiv gegen die Abschaffung der Leibeigenschaft.
Schischkow verarbeitete seine altmodischen Theorien in den Schriften Rassuschdenije o starom i nowom sloge rossijskogo jasyka (Betrachtungen über den alten und neuen Stil der russischen Sprache, 1803) und O krasnoretschii Sw. Pissanija (Über die Beredsamkeit der Heiligen Schrift, 1810). Im Jahr 1810 gründete er die literarische Vereinigung Gesprächsrunde der Liebhaber des russischen Wortes (russisch kurz: Besseda „Gesprächsrunde“). Wegen seines patriotischen Geistes wurde er 1812 zum Staatssekretär des gestürzten Michail Speranski ernannt, nahm am Feldzug von 1813 teil und knüpfte Kontakte zu westslawischen Wissenschaftlern in Prag. Von 1813 bis 1841 war Schischkow Präsident der  Russischen Sprachakademie und von 1824 bis 1828 Bildungsminister. In dieser Zeit wandte er sich gegen die Russische Bibelgesellschaft.
Als Konservativer und Nationalist wandte er sich in Rassuschdenije o starom i nowom sloge rossijskogo jasyka (Betrachtungen über den alten und neuen Stil der russischen Sprache, 1803) gegen die von N. M. Karamsin vertretene Reform und Erneuerung der russischen Sprache und verteidigte die Beibehaltung des kirchlichen Slawisch. Die daraus resultierende Kontroverse hatte zur Gründung von zwei gegensätzlichen Gruppen geführt: den Arsamas, einer Gruppe von Befürwortern der modernen Sprache, und der Besseda, einer Gruppe von Befürwortern der alten Sprache.
Schischkow war der Hauptvertreter der „Archaisten“. Henri Troyat vermerkt in seiner Puschkin-Biografie zu den literarischen Auseinandersetzungen der Zeit, dass alle jungen Literaten für Karamsin und Schukowski und gegen Schischkow waren.

## Zitat
1811 wurde Schischkows Betrachtung über die Liebe zum Vaterland (Рассуждение о любви к отечеству) in der Besseda verlesen, worin es hieß:

«Воспитание должно быть отечественное, а не чужеземное. Ученый чужестранец может преподать нам, когда нужно, некоторые знания свои в науках, но не может вложить в душу нашу огня народной гордости, огня любви к отечеству, точно так же, как я не могу вложить в него чувствований моих к моей матери… Народное воспитание есть весьма важное дело, требующее великой прозорливости и предусмотрения. Оно не действует в настоящее время, но приготовляет счастие или несчастие предбудущих времен, и призывает на главу нашу или благословение, или клятву потомков.»

„Bildung sollte im Inland und nicht im Ausland stattfinden. Ein gelehrter Fremder kann uns, wenn nötig, etwas von seinem Wissen in den Wissenschaften vermitteln, aber er kann nicht das Feuer des Nationalstolzes in unsere Seele und die Liebe zu seinem Land legen, so wie ich meine Gefühle für meine Mutter nicht hineinlegen kann... Nationale Erziehung ist eine sehr wichtige Angelegenheit, die große Einsicht und Voraussicht erfordert. Sie wirkt nicht in der Gegenwart, sondern bereitet das Glück oder Unglück künftiger Zeiten vor und ruft auf unser Haupt oder den Segen oder das Gelübde der Nachkommenschaft.“

## Schriften (Auswahl)
Seine gesammelten Werke wurden in den Jahren 1818–1839 veröffentlicht.
- Betrachtungen über den alten und neuen Stil der russischen Sprache[6]. 1803 (russisch)
- Über die Beredsamkeit der Heiligen Schrift[7]. 1810 (russisch)